# Treurenberg

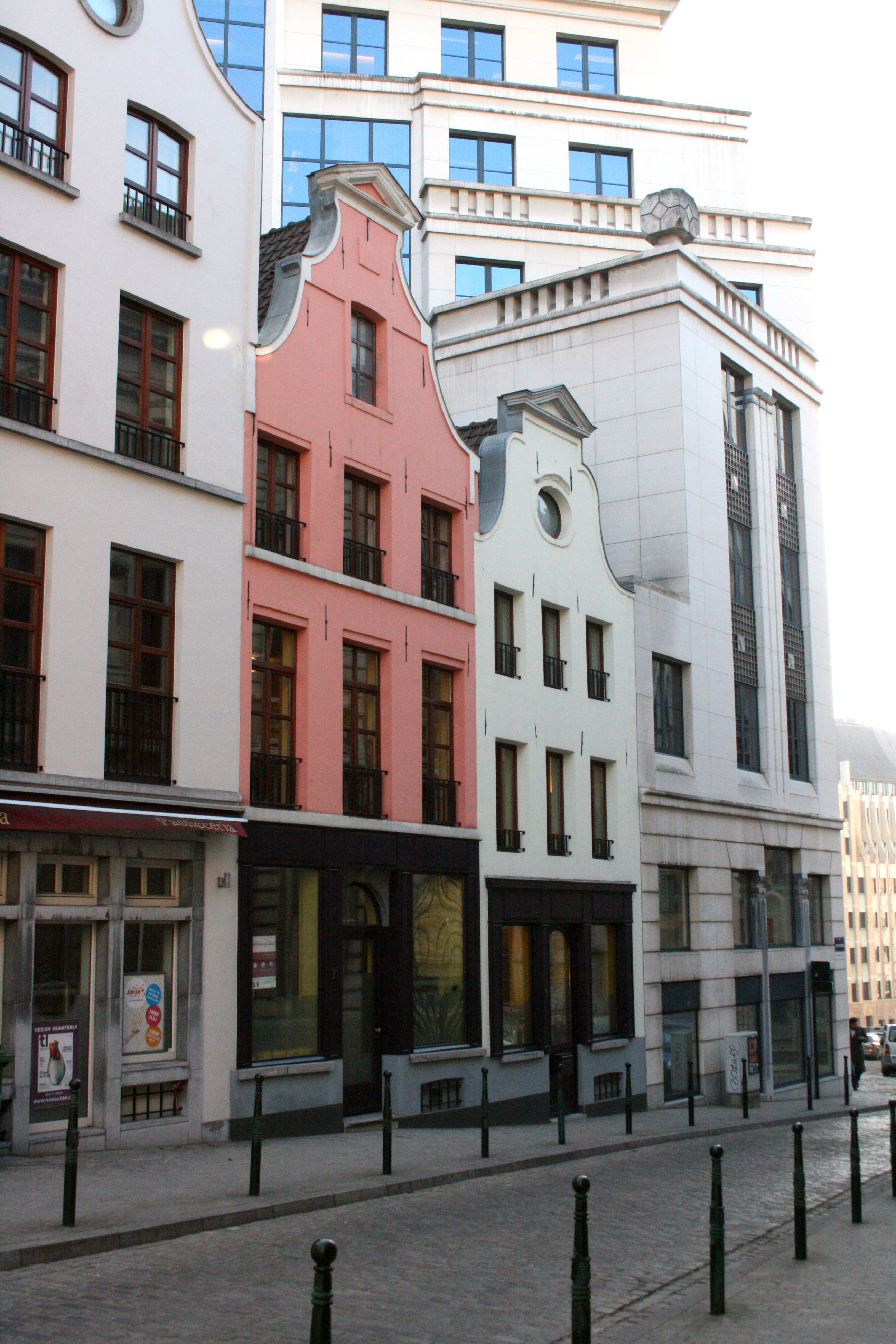
Treurenberg 5-7 : façades à pignon fort restaurées

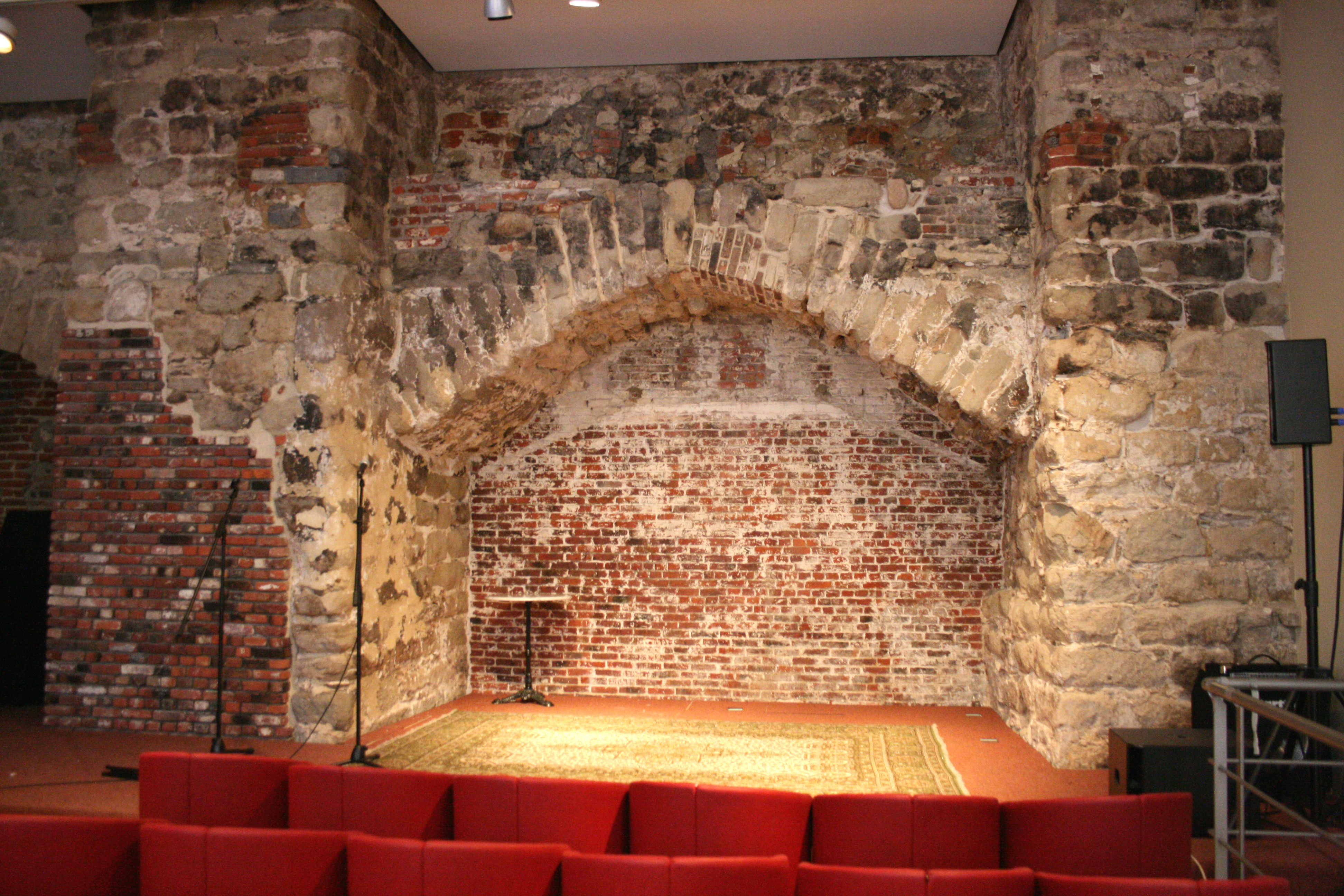
Treurenberg 10 : restes de la première enceinte de Bruxelles

Le Treurenberg (en français Mont des Larmes), est une colline de la ville de Bruxelles et une artère qui monte de la place Sainte-Gudule vers la rue Royale  de la même ville.

## Description
Par la rue de Louvain, elle conduisait à la ville de ce nom et constituait jadis un axe important. Elle possède la particularité que le mot « rue » n'apparaît pas sur la plaque qui la désigne. Elle doit son nom à une porte de la première enceinte de Bruxelles. Appelée jadis Porte Sainte-Gudule, elle prit le nom de Treurenberg après avoir été transformée en une prison de sinistre réputation dans la seconde moitié du XVIe siècle. Cette appellation lui vient du néerlandais treuren qui signifie « pleurer », « se lamenter », allusion aux pleurs et lamentations des prisonniers qui y croupissaient. Quant au mot berg, il signifie « montagne » en néerlandais. Il pourrait s'agir d'une corruption du mot burcht, ce qui signifie « château fortifié ».
Comme l'écrit Inès Glogowski : « En 1760, une partie de la porte du Treurenberg est détruite afin d’élargir la chaussée et faciliter la circulation en ville. Des travaux ont lieu dans le bâtiment de la prison encore debout, où de nouvelles cellules et un logement pour le geôlier sont aménagés. Le corps de garde, situé dans le bâtiment en face, est également réaménagé à la suite de la destruction de la porte et, en 1792, de nouvelles cellules y sont même construites afin d’agrandir la capacité d’accueil de la prison. » 
Contrairement à la prison de la porte de Hal qui était une prison pénale, cette prison du Treurenberg était une prison civile, c'est-à-dire que la grande majorité des prisonniers qui y sont enfermés le sont pour dettes, et cela à la demande de leurs créanciers. L'incarcération sert alors de moyen de pression pour que les dettes soient payées aux créanciers, et ce sont mêmes ces derniers qui doivent payer la nourriture de leurs débiteurs durant toute la durée de l'emprisonnement. « Les prisonniers civils jouissent de beaucoup plus de libertés. Ils peuvent circuler librement dans l’enceinte de la prison, meubler leur chambre, se faire livrer leur nourriture depuis l’extérieur et recevoir la visite de leurs proches, associés, procureurs et avocats. Certains détenus y vivent d’ailleurs en famille », écrit encore Inès Glogowski.
Par ailleurs, les Archives du Royaume conservent, de l'ancienne prison de Treurenberg, les registres d'écrou des 
années 1789 à 1806. La prison disparut à cette époque.
La porte du Treurenberg se situait au milieu de la rue, à hauteur du numéro 14. Une partie de ses fondations a été retrouvée en 2001 et est visible dans le hall d'entrée de l'immeuble.
Le Treurenberg possède une façade du parcours BD de Bruxelles, consacrée au héros de Marini, le Scorpion. Elle a conservé quelques pignons anciens aux numéros 5 et 7 du côté droit de la rue en montant.
Au n° 10 se trouve le Centre culturel hongrois. Tant à l'intérieur qu'à l'arrière du bâtiment, des vestiges de la première enceinte de Bruxelles y sont visibles.